# Kompleks Sportowy „Sójka” w Prudniku
Kompleks Sportowy „Sójka” w Prudniku – kompleks obiektów sportowo-rekreacyjnych przy ul. Podgórnej 7 na Jasionowym Wzgórzu w Prudniku. Administratorem obiektu jest Agencja Sportu i Promocji w Prudniku.

## Historia

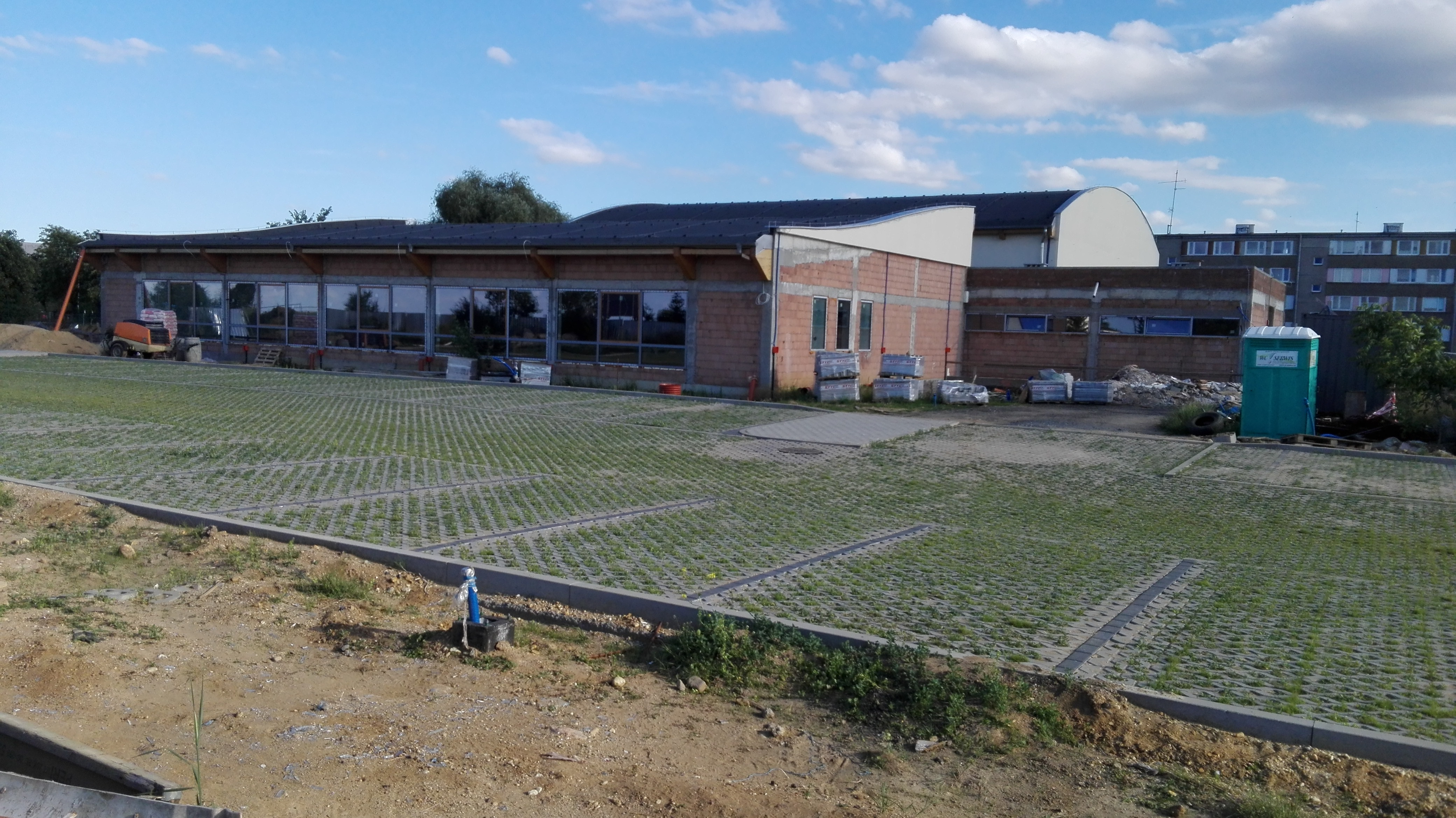
Budowa kompleksu „Sójka” (2017)

Inicjatywa budowy basenu na Jasionowym Wzgórzu zrodziła się w 2006. Za ważniejsze uznano zbudowanie hali sportowej dla Szkoły Podstawowej nr 1. Pierwotna koncepcja, opracowana za kadencji burmistrza Zenona Kowalczyka, zakładała budowę hali sportowej z widownią mogącą pomieścić 1000 osób. W ostatecznych planach hala została zmniejszona, ukierunkowując jej przeznaczenie pod kątem sąsiedniej szkoły podstawowej, a obok postanowiono zbudować basen. Całość uzupełniał zespół zewnętrznych boisk.

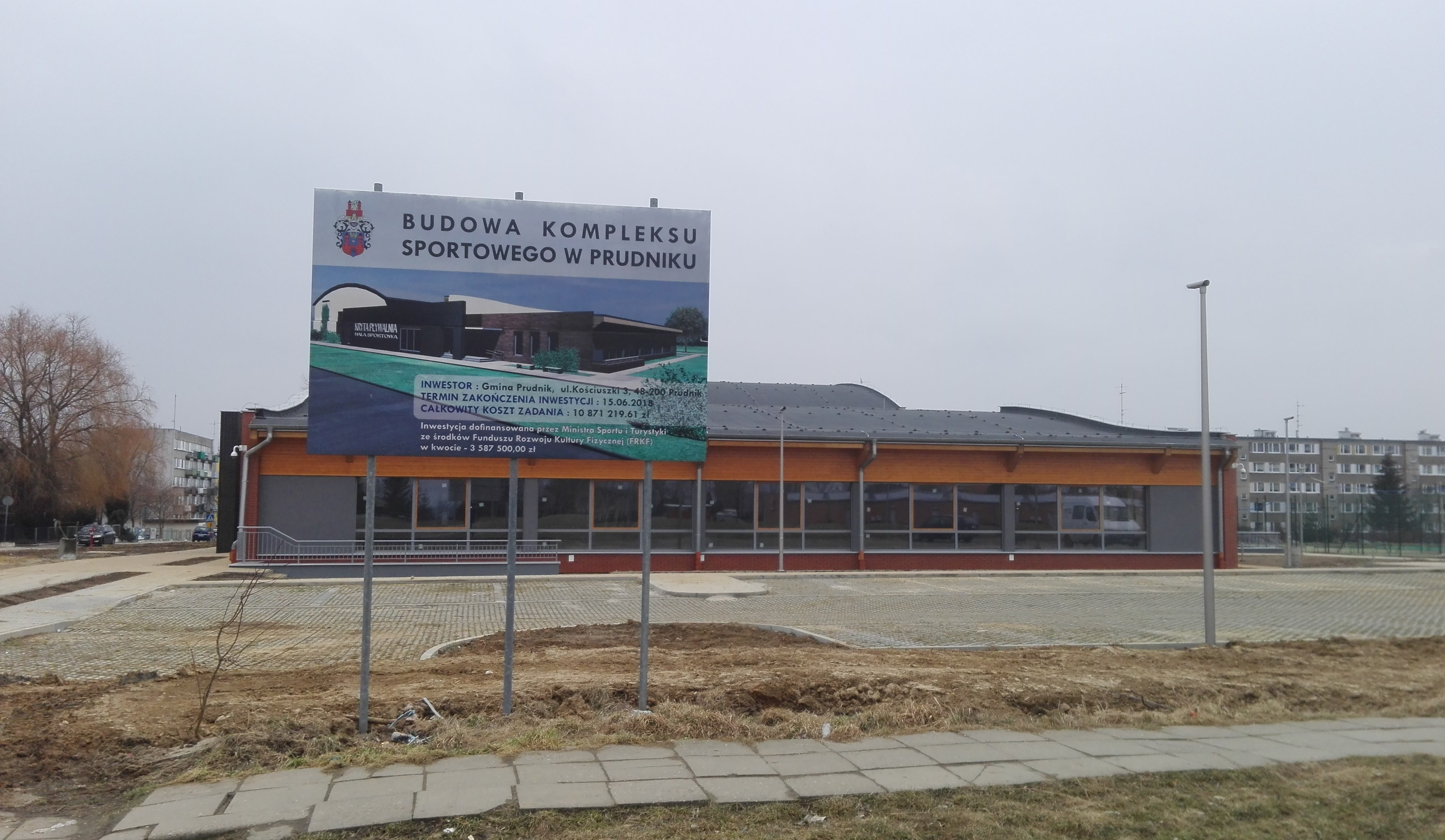
Budowa kompleksu „Sójka” (2018)

Przetarg został ogłoszony w 2013. W tymże roku ruszyła budowa. Inwestycją towarzyszącą budowie było przedłużenie ul. Podgórnej oraz uporządkowanie uliczek wokół szkoły i przedszkola. Nazwa „Sójka”, zaproponowana przez Darię Borowski, została wybrana spośród propozycji przekazanych przez uczestników konkursu ogłoszonego przez Urząd Miejski w Prudniku i nawiązuje do popularnego określenia dla osiedla Jasionowe Wzgórze – Sójcze Wzgórze. Kompleks został oddany do użytku 29 września 2018.
Oddanie obiektu do użytku zostało uznane „Wydarzeniem 2018 Roku w powiecie prudnickim” przez „Tygodnik Prudnicki”. W 2021 został założony Klub Pływacki Sójka Prudnik.
Na czas walki ze skutkami powodzi w okolicy Prudnika we wrześniu 2024, w hali kompleksu zakwaterowano ponad 300 żołnierzy 18 Dywizji Zmechanizowanej.

## Infrastruktura i użytkowanie
W skład kompleksu wchodzą: kryta pływalnia, hala sportowa przystosowana do gry w piłkę nożną, koszykówkę (boisko 15×28 m), siatkówkę (9×18 m), piłkę ręczną (20×28 m) z widownią na 200 osób oraz zapleczem sanitarnym, kort tenisowy (sztuczna nawierzchnia) i wielofunkcyjne boiska sportowe – do siatkówki, koszykówki, piłki ręcznej, oraz park street workout.

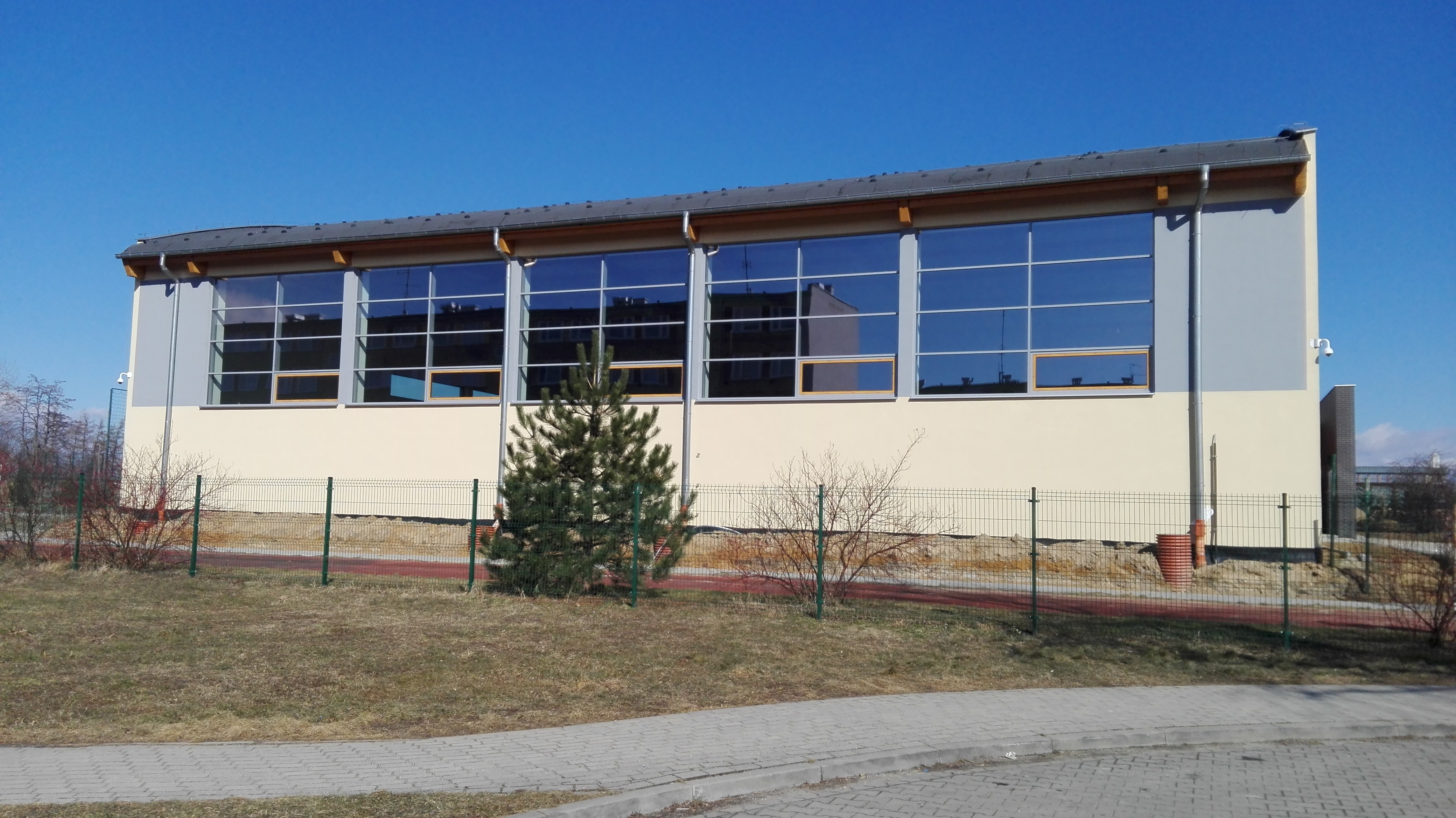
Hala sportowa
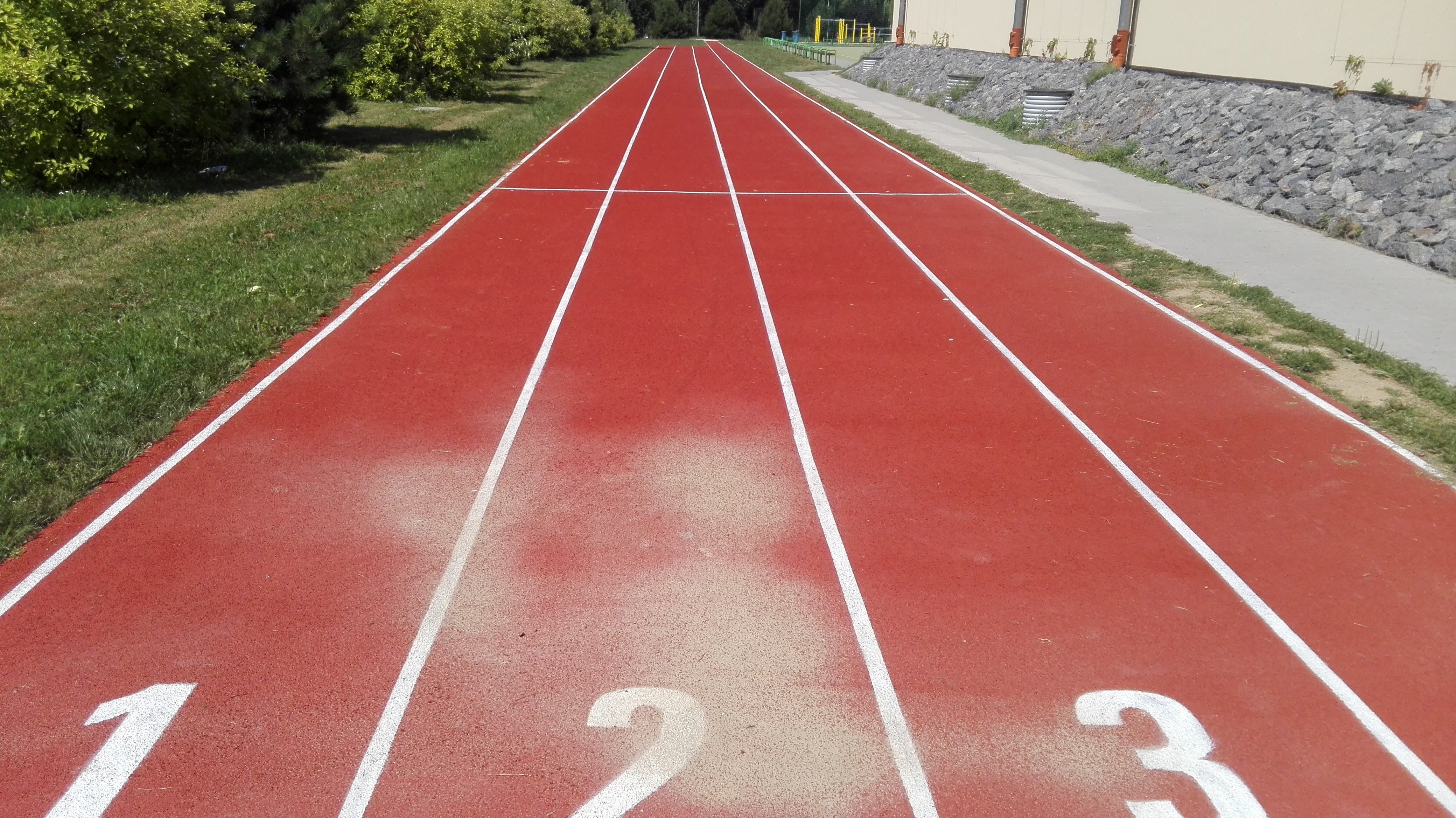
Bieżnia treningowa
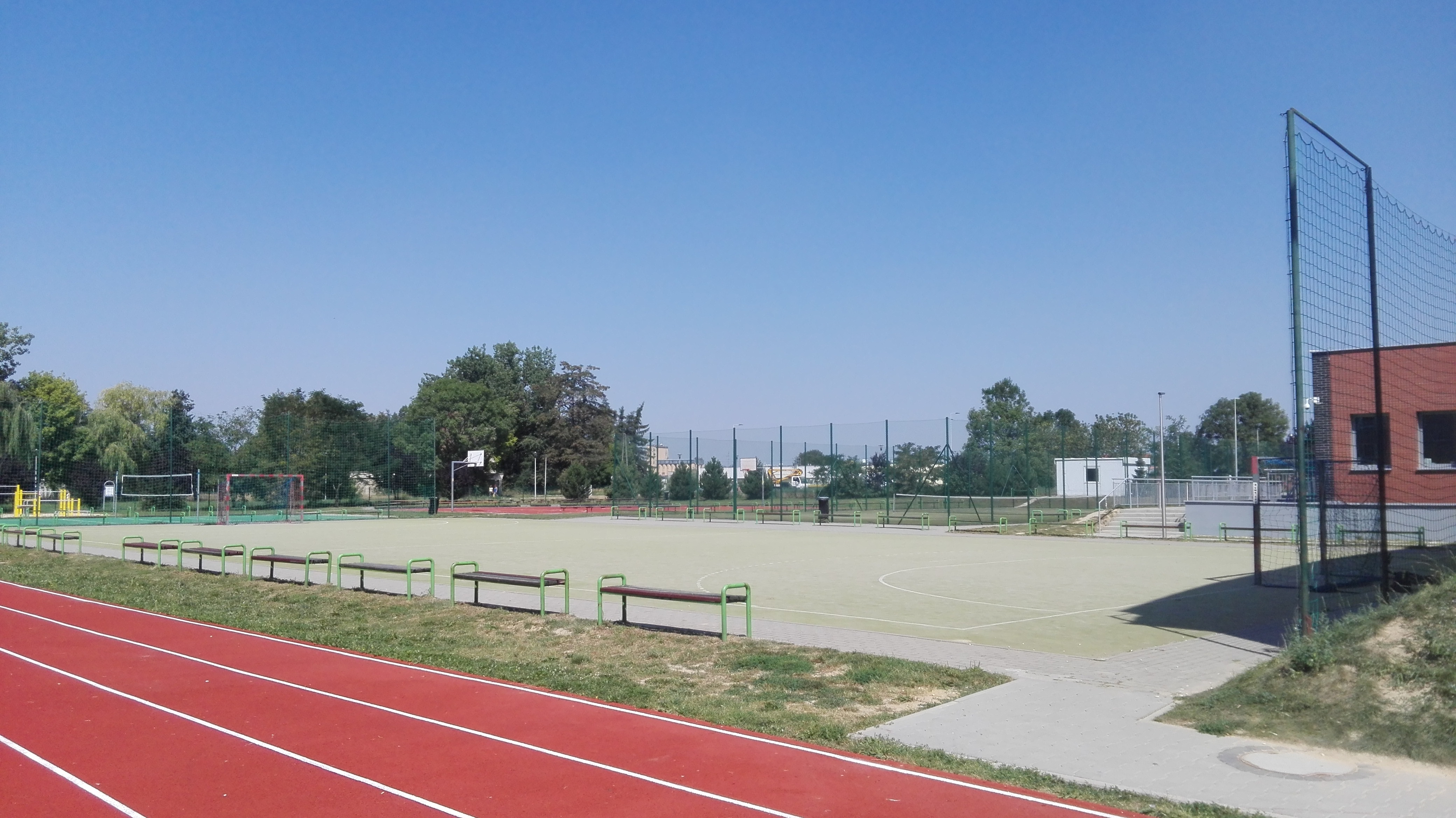
Boisko sportowe
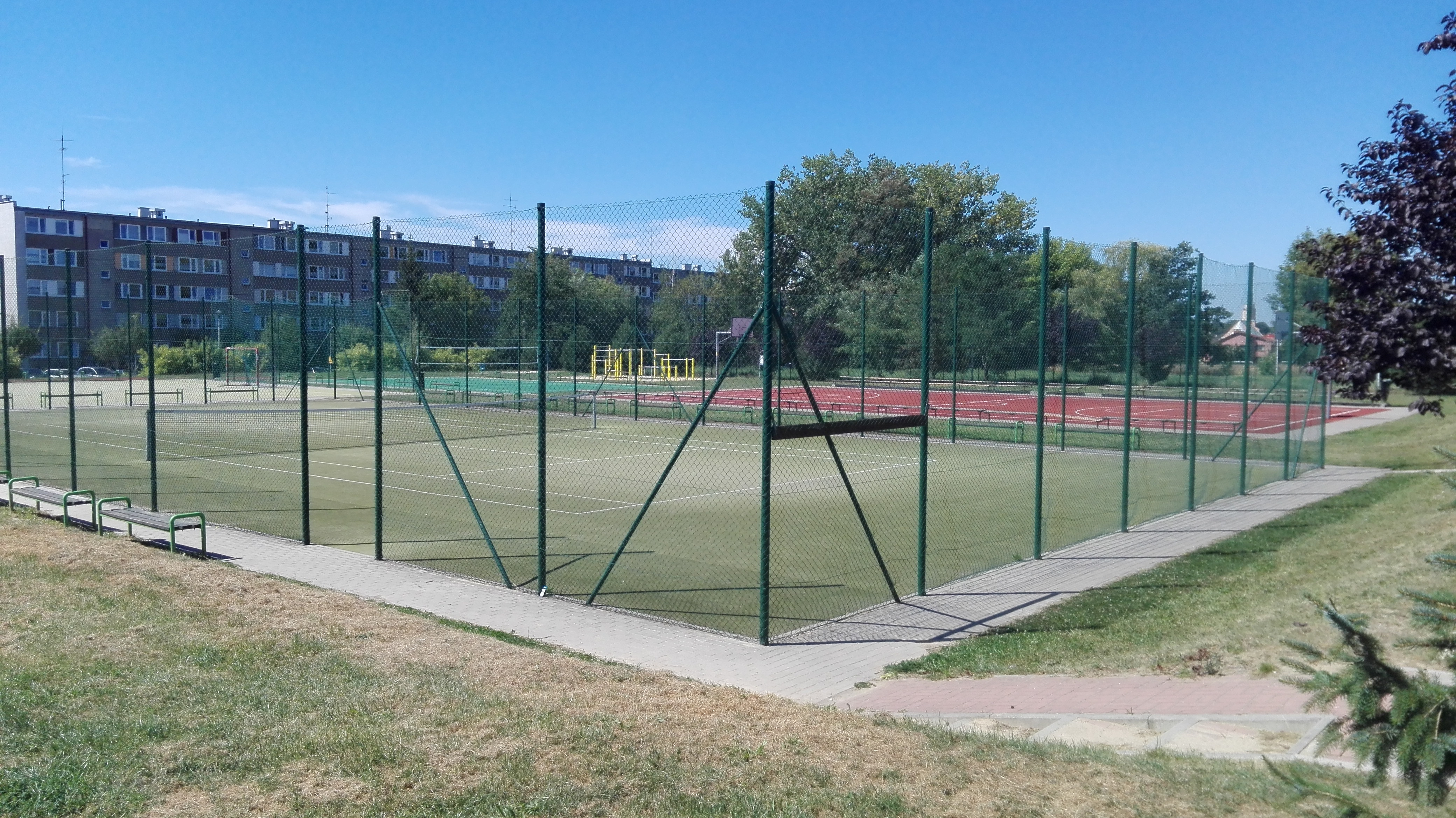
Kort tenisowy

Część wodna kompleksu składa się z głównego basenu (25×12 m, głębokość do 1,8 m), jacuzzi, wydzielonego brodzika i sauny. Spłycony fragment basenu służy do nauki pływania. Korzystanie z basenu zostało umożliwione również osobom niepełnosprawnym. Basen posiada wodę ozonowaną z dodatkiem chloru.
Z obiektu korzystają lokalne kluby sportowe, w tym m.in.: MKS Smyk Prudnik (koszykówka) i KP Sójka Prudnik (pływanie).
Od otwarcia obiektu w 2018, odbywały się w nim m.in.: licencjonowane zawody pływackie, zawody w halowej piłce nożnej, zawody koszykarskie, rozgrywki w curlingu, spotkania ze sportowcami, kurs ratowników WOPR, zajęcia fitness, zabawy dla dzieci, wystawa kolekcjonerskich monet.